# عزلة مشرعة (تعز)

تعديل مصدري - تعديل

عزلة مشرعة هي إحدى عزل مديرية مشرعة وحدنان في محافظة تعز اليمنية ويبلغ تعداد سكانها 12205 نسمة حسب التعداد السكاني في اليمن لعام 2004.

## روابط خارجية
- الجهاز المركزي للإحصاء بالجمهورية اليمنية
- المركز الوطني للمعلومات باليمن
- World Gazetteer:Yemen
- الدليل الشامل